# La PomPon
La PomPon (ラ・ポンポン, Ra ponpon) est un girl group japonais de pop sous le label Being de l'agence Being Inc.

## Biographie
En 2013, Being Inc. lance des auditions en quête de nouveaux talents, et six filles ont été choisies pour former un nouveau groupe de pop. Chaque fille a une couleur qui la représente.
L'origine du nom vient de "The Power Of Music (Power of Music) mais aussi de Pride Of New generation.
La PomPon est devenu de plus en plus populaire après sa participation au Tokyo Idol Festival en août 2014. Cet événement marquait le vrai début de leurs activités. Avant ce live, les membres du groupe d'idoles s'étaient entraînées dur pendant des mois en prenant des cours de danse et de chant.
Elles font leurs débuts en 2015 avec la sortie du single Bump!!. Elles ont à l'heure actuelle sorti cinq singles. Depuis cette sortie, le 28 janvier a officiellement été désigné « La PomPon Bump!! Day », date qui marque les débuts en major du groupe d'idoles.
Les filles ont fait leur première apparition à la télévision dans l’émission  Music Dragon (ミュージックドラゴン) diffusée sur NTV (日本テレビ) en janvier 2015. Le titre Bump!! était la chanson thème de l'ending du show à la même période.
Le thème de leur 2e single Hot Girls est « soyons des filles plus positives ». Sur la pochette, les membres y portent des costumes colorés inspirés par les contes de fée.
Leur 1er one-man live a eu lieu en avril 2015.
Le single Nazo / Yada! Iyada! Yada! ~Sweet Teens ver.~, sorti en septembre 2015, est la chanson thème d'ouverture de l'anime Détective Conan (名探偵コナン). Le groupe a poursuivi sa collaboration avec Détective Conan en interprétant le thème de l'ending de l’anime sur leur 4e single Unmei no Roulette Mawashite / Sayonara wa Hajimari no Kotoba en vente en mars 2016.
Les filles ont participé à la cérémonie d’ouverture de la rue commerçante Roppongi Yokocho (六本木横丁) à Tokyo en mars 2016.

## Membres
- Yukino (ゆきの) – Vert
- Kiri (きり) – Jaune
- Rima (りま) – Bleu
- Karen (かれん) – Rose
- Misaki (みさき) – Violet
- Hina (ひな) – Rouge

## Discographie

### Singles
| No. | Date de sortie    | Titre | Meilleure position JPN |
| --- | ----------------- | --- | ---------------------- |
| 1   | 28 janvier 2015   | Bump!! | 57                     |
| 2   | 29 avril 2015     | Hot Girls | 56                     |
| 3   | 16 septembre 2015 | Nazō / Yada Yada ~Sweet Teens ver.~ (謎 / ヤダ！嫌だ！ヤダ！～Sweet Teens ver.～)                              | 8                      |
| 4   | 23 mars 2016      | Unmei no Roulette Mawashite / Sayonara wa Hajimari no Kotoba (運命のルーレット廻して / サヨナラは始まりの言葉) | 12                     |
| 5   | 7 septembre 2016  | Omoide no Kyūjū Kurihama / Koi no BGM ~Ima wa, Kataomoi~                                                       | 6                      |
| 6   | 30 août 2017      | Feel fine! / Mr. Lonely Boy                                                                                    |                        |